# غاري دي. شميت
غاري دي. شميت (بالإنجليزية: Gary D. Schmidt)‏ (1957، هيكسفيلي في الولايات المتحدة)؛ كاتب مُتخصِّص في أدب الأطفال وروائي أمريكي.